# Östervallskogs landskommun
Östervallskogs landskommun var en tidigare kommun i Värmlands län.

## Administrativ historik
När 1862 års kommunalförordningar trädde i kraft inrättades denna landskommun i Östervallskogs socken i Nordmarks härad.
Vid kommunreformen 1952 upphörde kommunen då den uppgick i Töcksmarks landskommun som senare 1974 uppgick i Årjängs kommun.

## Politik

### Mandatfördelning i Östervallskogs landskommun 1938-1946
| 7 | 13 |

| 20 |

| 9 | 11 |

| 20 |

| 5 | 15 |

| 18 |